# エレーヌ・ボスキ
エレーヌ・ボスキ（Hélène Boschi, 1917年11月8日 - 1990年7月9日）は、スイス出身のピアノ奏者。
ローザンヌの生まれ。エコールノルマル音楽院でイヴォンヌ・ルフェビュールに師事し、アルフレッド・コルトーの薫陶も受けた。演奏活動と教育活動を並行し、1952年にはアントニオ・ソレールのソナタ集を録音してフランス・ディスク大賞を受賞している。1955年から1965年までフランス国営放送の専属のピアノ奏者として活動。現代作品への造詣も深く、ルイジ・ダッラピッコラの《アンナリベラの音楽帳》やクロード・バリフのピアノ・ソナタ第４番などを献呈されている。ロベルト＆クララのシューマン夫妻の作品解釈にも一家言を持ち、クララ・シューマンのピアノ作品および室内楽の録音を残したほか、1976年にツヴィッカウ市からロベルト・シューマン賞を贈られるなどしている。
教育者としては、1960年から母校のエコールノルマル音楽院で教え、1965年から1985年までストラスブール音楽院に移って教育活動を続けた。その間にヴァイマル等でも頻繁にマスター・クラスを開講していた。主要な門人にはピョートル・アンデルジェフスキがいる。
ストラスブールにて没。